# Triunfo Concepa
A Triunfo Concepa, mais conhecida como Concepa, foi uma concessionária de rodovias com sede em Porto Alegre, Rio Grande do Sul, que administrava 121 quilômetros de duas rodovias federais duplicadas na Região Metropolitana de Porto Alegre.
A concessionária possuía três praças de pedágio, sendo duas unidirecionais (km 19 - Santo Antônio da Patrulha e km 110 - Eldorado do Sul) e uma bidirecional (km 77-Gravataí). Primeira concessão rodoviária federal do Estado, após 20 anos de atuação, a Triunfo Concepa teve em 3 de julho de 2017 seu contrato estendido por mais um ano pela Agência Nacional de Transportes Terrestres, ANTT.. Após o período a rodovia ficou sem concessão até uma nova licitação ser vencida pela CCR, assumindo o nome CCR ViaSul.

## Rodovias concedidas
- BR-290 (freeway) - trecho de 112,30 quilômetros entre Osório (km 0,00), passando por Santo Antônio da Patrulha, Glorinha, Gravataí, Cachoeirinha, Porto Alegre até Eldorado do Sul (km 112,30)[2]
- BR-116 - trecho de 8,70 quilômetros em Guaíba (km 291,20 ao 299,90)[2]